# Бремзе, Дайнис Ренатович
Да́йнис Рена́тович Бре́мзе (22 июля 1954, Рига, ЛССР, СССР) — советский латышский саночник, выступавший за сборную СССР в 1970-е годы. Участник двух зимних Олимпийских игр, чемпион мира, бронзовый призёр чемпионата Европы, дважды чемпион национального первенства. Заслуженный мастер спорта СССР (1978).

## Биография
Дайнис Бремзе родился 22 июля 1954 года в Риге, ЛССР. К середине 1970-х годов выбился в лидеры сборной СССР по санному спорту, регулярно завоёвывал медали на внутренних первенствах, был призёром Спартакиад, боролся за места в числе призёров на крупнейших международных стартах. В частности, завоёвывал звание национального чемпиона в 1973 и 1975 годах.
На чемпионате Европы 1976 года в шведском Хаммарстранде, выступая в паре с Айгарсом Крикисом, выиграл бронзовую медаль, благодаря чему удостоился права защищать честь страны на зимних Олимпийских играх в Инсбруке. Выступал здесь как в одноместных санях, так и двухместных, заняв в обеих дисциплинах восьмое место. Наиболее успешным в карьере Бремзе получился 1978 год, когда на чемпионате мира в австрийском Имсе он взял золото в мужской парной программе — со своим партнёром они стали первыми и единственными советскими чемпионами мира в двойках. За это достижение удостоен звания заслуженного мастера спорта.
Ездил также соревноваться на Олимпиаду 1980 года в Лейк-Плэсид, однако добиться там каких бы то ни было выдающихся результатов не смог, с двойкой закрыл десятку сильнейших, а в одиночном разряде вообще вынужден был отказаться от дальнейшего участия после крайне неудачного второго заезда. Вскоре после этих стартов Дайнис Бремзе принял решение уйти из санного спорта.
В 1991 году после распада Советского Союза Бремзе открыл в Риге небольшую торговую компанию Norde auto, которая впоследствии развилась в достаточно большой автосалон, занимающийся в основном продажей автомобилей марки Nissan.